# Nauraj Singh Randhawa
Nauraj Singh Randhawa Amarjit Singh (* 27. Januar 1992 in Johor Bahru) ist ein malaysischer Leichtathlet, der sich auf den Hochsprung spezialisiert hat.

## Sportliche Laufbahn
Erste internationale Erfahrungen sammelte Nauraj Singh Randhawa bei der Sommer-Universiade 2013 in Kasan, bei der er mit 2,15 m in der Qualifikation ausschied. Anschließend gewann er bei den Islamic Solidarity Games in Palembang mit einem Sprung über 2,18 m die Bronzemedaille hinter dem Iraner Keyvan Ghanbarzadeh und Majd Eddin Ghazal aus Syrien und siegte bei den Südostasienspielen in Naypyidaw mit 2,17 m. Im Jahr darauf nahm er an den Hallenasienmeisterschaften in Hangzhou teil und wurde dort mit 2,10 m Achter. Im Sommer nahm er an den Commonwealth Games in Glasgow teil und schied dort mit 2,06 m in der Qualifikation aus. Ende September belegte er bei den Asienspielen im südkoreanischen Incheon Platz 14. Bei den Studentenweltspielen 2015 in Gwangju schied er mit 2,00 m in der Qualifikation aus. Zuvor siegte er bei den Südostasienspielen in Singapur mit 2,13 m. 
2016 qualifizierte er sich für die Olympischen Spiele in Rio de Janeiro, bei denen er mit 2,26 m in der Qualifikation ausschied. 2017 nahm er an den Weltmeisterschaften in London teil, dort reichten aber 2,26 m nicht für das Finale. Daraufhin siegte er bei den Südostasienspielen in Kuala Lumpur mit übersprungenen 2,24 m. 2018 nahm er erneut an den Commonwealth Games im australischen Gold Coast teil und belegte dort mit 2,18 m den zehnten Platz. Ende August nahm er ebenso an den Asienspielen in Jakarta teil und wurde dort mit 2,24 m Siebter. Im Jahr darauf erreichte er bei den Asienmeisterschaften in Doha mit einer Höhe von 2,23 m den sechsten Platz. Anfang Dezember musste er sich bei den Südostasienspielen in Capas mit 2,21 m seinem Landsmann Lee Hup Wei geschlagen geben und gewann somit die Silbermedaille. 2021 siegte er mit 2,27 m bei der Hungarian GP Series Tatabánya sowie mit 2,22 m beim Kladno hází a Kladenské memoriály. 2022 gewann er bei den Südostasienspielen in Hanoi mit 2,18 m die Silbermedaille hinter dem Thai Kobsit Sittichai. Anschließend verpasste er bei den Weltmeisterschaften in Eugene den Finaleinzug und gelangte dann bei den Commonwealth Games in Birmingham mit 2,05 m auf Rang 13.
In den Jahren 2013 und 2018 wurde Randhawa malaysischer Meister im Hochsprung.

## Persönliche Bestleistungen
- Hochsprung (Freiluft): 2,30 m, 27. April 2017 in Singapur (malaysischer Rekord)
  - Hochsprung (Halle): 2,27 m, 30. Januar 2022 in Nehvizdy (malaysischer Rekord)